# انسینیس
انسینیس (به فرانسوی: Ancenis) یک کامین در فرانسه است که در Canton of Ancenis واقع شده‌است.

## خصوصیات
انسینیس ۲۰٫۰۷ کیلومترمربع مساحت و ۷٬۵۴۳ نفر جمعیت دارد و ۱۳ متر بالاتر از سطح دریا واقع شده‌است.